# Napalm (film)
Pour les articles homonymes, voir Napalm et Napalm (homonymie).
Pour plus de détails, voir Fiche technique et Distribution.
Napalm est un  documentaire français écrit et réalisé par Claude Lanzmann et sorti en 2017. 
Le film est présenté en séance spéciale en mai 2017 au Festival de Cannes.

## Synopsis
Le film porte sur la première visite de Claude Lanzmann, alors jeune communiste enthousiaste, en Corée du Nord en 1958. Tombé malade, il y a rencontré Kim Kun-sun, une infirmière nord-coréenne brûlée à l'occasion d'un bombardement au napalm lors de la guerre de Corée, et vécu avec elle une brève aventure sentimentale. Désormais nonagénaire, Lanzmann retourne sur les lieux.

## Fiche technique
- Titre français : Napalm
- Réalisation : Claude Lanzmann
- Scénario : Claude Lanzmann
- Photographie : Caroline Champetier
- Montage : Chantal Hymans
- Son : Camille Lotteau
- Pays d'origine :  France
- Langue originale : français
- Format : couleur
- Genre : documentaire
- Durée : 100 minutes
- Dates de sortie :
  - France : mai 2017 (Festival de Cannes) et 6 septembre 2017 en salles

## Accueil

### Accueil critique
L'accueil critique est moyen : le site Allociné recense une moyenne des critiques presse de 2,8/5, et des critiques spectateurs à 2,9/5. 